# Kriegstransporter
Der Kriegstransporter (anfangs auch Küstentransporter) war eine Klasse von Dampfschiffen der Kriegsmarine aus dem Zweiten Weltkrieg, welche im Rahmen eines Serienbauprogramms für den Einsatz im Mittelmeer und später Schwarzem Meer gebaut wurden.

## Allgemeines
Das Konzept dieses Schiffstyps der „Kriegstransporter“ (KT) wurde von der Kriegsmarine ab 1941 vor allem aus der Notwendigkeit entwickelt, die hohen Verluste von Transportschiffen im Mittelmeer zu ersetzen. Es wurde für die Achsenmächte immer schwieriger, die im Afrikafeldzug eingesetzten Verbände mit Nachschub zu versorgen. Zudem war ersichtlich, dass auch das Schwarze Meer noch lange Kampfgebiet sein würde und auch dort nicht ausreichend Frachtschiffe zur Verfügung standen.
Die Deutsche Werft AG in Hamburg lieferte die Pläne und baute das Musterschiff (KT 3). Die Bauwerften der weiteren Schiffe waren durchwegs im Süden Europas. Sie wurden im Mittelmeer (hauptsächlich Italien), auf Binnenwerften an der Donau und im Schwarzen Meer gebaut. Vergeben wurden die Kennungen bis zur Nr. 62, aber die Bauaufträge nur für KT 1 bis KT 60. Bis Kriegsende wurden davon etwa 40 Schiffe fertiggestellt. Fast die Hälfte der Bauaufträge ging an die Werft Ansaldo-Sestri in Genua; mehrere Schiffe wurden für die italienische Marine in Dienst gestellt („Monte“-Klasse).
Von den insgesamt 17 an der Donau (Linz, Korneuburg und Budapest) sowie in der Ukraine (Nikolajew) gebauten Schiffe wurden die meisten ab Ende 1942 als U-Boot-Jäger umgebaut und dabei als UJ klassifiziert.
Nachfolgend die Werften, in Klammer die Zahl der an diese vergebenen KT-Einheiten, dahinter die Bauperioden auf der jeweiligen Werft und die Schiffskennung:
1. Ansaldo-Sestri in Genua (30), 1942 bis 1945 (KT 1, 2, 9, 10, 13–16, 31, 32, 35, 36, 43–60)
2. Deutsche Werft AG in Hamburg (1), 1942 (KT 3 als Vorbauschiff)
3. Schiffswerft Korneuburg (3), 1942 bis 1943 (KT 4, 17, 18)
4. Cantieri Navale Riuniti in Ancona (4), 1942 bis 1943 (KT 5, 6, 21, 22)
5. Cantieri del Tirreno in Riva Trigoso, Provinz Genua (4), 1943–1944 (KT 7, 8, 19, 20)
6. Cantieri O.T.O. (Odero Terni Orlando) in Livorno (2), 1942–1943 (KT 11, 12)
7. Schiffswerft Linz (4), 1942–1944 (KT 23, 24, 29, 30)
8. Schiffswerft Óbuda, Budapest (4), 1943–1944 (KT 25, 26, 33, 34)
9. Werftverwaltung Nikolajew in Nikolajew, Südwerft (6), 1942–1944 (KT 27, 28, 37–40)
10. Forges et Chantiers de la Méditerranée in La Seyne-sur-Mer/Toulon (2), 1943–1944 (KT 41, 42)

## Technik

### Rumpf und Antrieb
Der Rumpf eines Kriegstransporters war 67,5 Meter lang, 11 Meter breit und hatte bei einer Verdrängung von 1.250 Tonnen einen Tiefgang von 3,1 Metern.
Der Antrieb erfolgte durch zwei Drei-Zylinder Dreifach-Expansionsdampfmaschinen in Kohlebefeuerung, mit welchen eine Gesamtleistung von 2.400 PS (1.765 kW) erreicht wurde. Die Leistung wurde an zwei Wellen mit je einer vierflügligen Schraube abgegeben. Die Höchstgeschwindigkeit betrug 14,5 Knoten (27 km/h). Es konnten 160 Tonnen Kohle gebunkert werden, was zu einer maximalen Fahrstrecke von 1.250 Seemeilen (2.315 km) bei 10 Knoten führte.

### Bewaffnung
Die Bewaffnung bestand aus Flugabwehrgeschützen und variierte je nach Verwendungszweck und Einsatzzeit, da sie von der Verfügbarkeit der Geschütze abhing, wobei zudem viele Beutewaffen verwendet wurden.
Die Entwurfsausstattung bestand aus einem 7,5 cm L/40 Geschütz am Heck mit 250 Schuss Munition, einer 3,7 cm L/54 auf der Back mit 2000 Schuss, zwei 2 cm L/65 zu beiden Seiten der achteren Aufbauten mit zusammen 4000 Schuss und zwei MG 34 mit 6000 Schuss im Brückenbereich.

### Besatzung
Die Stärke der Besatzung variierte je nach Verwendung von 37 Mann als ziviler Transporter, über 53 Mann (4 Offiziere und 49 Mannschaften) als bewaffneter Kriegstransporter und bis zu 122 Mann als U-Bootjäger.